# Adonisea edwardsi
Adonisea edwardsi är en fjärilsart som beskrevs av Smith 1906. Adonisea edwardsi ingår i släktet Adonisea och familjen nattflyn. Inga underarter finns listade i Catalogue of Life.